# Chemický útok v Chán Šajchúnu
Chemický útok v Chán Šajchúnu se odehrál 4. dubna 2017 kolem 6.30 hodin ráno po náletu syrského vládního letectva na město Chán Šajchún v provincii Idlib. Ve městě ovládaném povstalci z teroristické islamistické organizace Haját Tahrír aš-Šám po náletu v důsledku otravy chemickou bojovou látkou zemřelo nejméně 87 lidí (některé zdroje uvádějí až 100), mezi nimi i mnoho dětí, a další nejméně čtyři stovky jich byly zraněny. Podle zdravotníků, kteří v oblasti útoku působili, a očitých svědků byly při náletu použity dvě chemické látky, sarin a chlor. Na místo byla vyslána skupina Organizace pro zákaz chemických zbraní, která měla vyšetřit, zda došlo k použití chemických zbraní. Dle výsledku testů tří zabitých a 7 přeživších došla Organizace pro zákaz chemických zbraní k závěru, že k útoku byl použit sarin nebo sarinu podobná látka.
V září 2017 komise OSN pro vyšetřování válečných zločinů potvrdila, že za útok za použití bojového plynu sarin nese odpovědnost nálet letounu Suchoj Su-22 Syrských arabských vzdušných sil, čímž došlo ke spáchání válečných zločinů použití chemických zbraní a úmyslného vedení útoků proti civilnímu obyvatelstvu a porušení Úmluvy o chemických zbraních. Následný nálet na město v 11.30 pak zahrnoval i útok syrského či ruského letectva kazetovou municí na nemocnici a sanitky, kde byla poskytována lékařská pomoc obětem chemického útoku, čímž byly spáchány válečné zločiny úmyslného útoku na chráněné objekty a úmyslného útoku vedeného proti zdravotnickým jednotkám a transportům.

## Možný viník a následky incidentu
Spojené státy a další západní státy z chemického útoku obvinily vládu Bašára Asada.
Podle britského ministra obrany Michaela Fallona nese vinu za chemický útok v Chán Šajchúnu a smrt civilistů Rusko, coby nejdůležitější stoupenec režimu syrského prezidenta Bašára Asada. Sýrie podle něho potřebuje takovou vládu, v níž Asad nebude hrát žádnou roli. V odvetu za tento čin nařídil americký prezident Donald Trump raketový útok proti syrské letecké základně Šajrát, odkud údajně startovala syrská letadla k bombardování Chán Šajchúnu. Útok provedly 6. dubna 2017 torpédoborce USS Ross a USS Porter, které vypálily 59 střel s plochou dráhou letu Tomahawk.
Podle syrské vlády a Ruska prý pocházely chemikálie ze skladu povstalců, jenž po vládním náletu vybuchl. Ti ale tuto variantu odmítli s tím, že žádnou z použitých látek nejsou schopni vyrobit. Dle emeritního profesora Massachusettského technologického institutu Theodora Postola dostupné údaje ukazují na výbuch nastraženého zařízení. Jeho tvrzení jsou rozšiřována ruskou státní televizní stanicí RT. Postol nedisponuje vzděláním v oboru chemie a později vyšlo najevo, že svá tvrzení vztahující se k této oblasti převzal od proasadovské youtuberky Maram Susli. Chán Šajchún v době útoku ovládali povstalci z koalice Tahrír aš-Šám (bývalá fronta an-Nusra), jež sdružuje skupiny napojené na Al-Káidu. Syrský prezident Bašár Asad prohlásil, že „chemický útok byl vykonstruován Západem pro ospravedlnění jeho útoku proti Sýrii.“ Komise OSN pro vyšetřování válečných zločinů ve své zprávě ze září 2017 uvedla, že tvrzení o skladu s chemikáliemi bylo vykonstruované a nebylo nijak podloženo.
Ve středu 5. dubna se kvůli útoku sešla Rada bezpečnosti OSN. Navrhovaná rezoluce S/2017/315, vypracovaná Spojenými státy, Francií a Británií, po syrském režimu požadovala, aby plně spolupracoval s mezinárodními vyšetřovateli. Zároveň hrozila sankcemi v případě potvrzení, že v Sýrii byly k útoku použity otravné látky. Znění rezoluce však odmítlo Rusko, které je označilo za „nepřijatelné“ a „nezakládající se na věrohodných údajích“. Kvůli ruskému vetu nebyla rezoluce přijata.